# A Vida Secreta de Walter Mitty
A Vida Secreta de Walter Mitty (no original em inglês The Secret Life of Walter Mitty) é um filme de aventura, fantasia e comédia dramática estadunidense dirigido e estrelado por Ben Stiller.
Esta é a segunda adaptação para o cinema do conto de 1939 de James Thurber de mesmo nome, lançado em 1947. O filme homônimo foi produzido por Samuel Goldwyn e dirigido por Norman Z. McLeod, com Danny Kaye desempenhando o papel de Walter Mitty.
O filme estreou no Festival de Cinema de Nova Iorque em 5 de outubro de 2013. Foi dado lançamento geral em 25 de dezembro de 2013 nos EUA e em 26 de dezembro de 2013 no Reino Unido. O filme recebeu geralmente críticas mistas dos críticos.

## Sinopse
Walter Mitty (Ben Stiller) é um gestor de ativos negativos (fotografias) na revista Life, que freqüentemente tem devaneios de aventuras fantásticas, e tem uma queda por sua colega Cheryl (Kristen Wiig). Fotojornalista Sean O'Connell (Sean Penn), que trabalha em estreita colaboração com Mitty sobre suas declarações, lhe enviou um pacote contendo seus últimos negativos e uma carteira como um presente na apreciação de um excelente trabalho de Mitty. Além disso, o pacote contém uma fotografia especial, negativo 25, que ele diz por escrito captura a "Quintessência" da Life e que deve ser utilizado para a capa da edição de impressão final da revista, uma vez que se converte em status online. Infelizmente, esse negativo específico está faltando no pacote e Mitty é forçado a parar o gerente corporativo de transição detestável Ted Hendricks (Adam Scott) para lidar com o enxugamento. Usando os outros negativos como pistas, Mitty descobre que O'Connell está na Groenlândia e voa lá para tentar encontrá-lo.
Chegando na Groenlândia, Mitty vai a um bar perguntando sobre O'Connell. O barman explica que O'Connell já se foi em um navio , e para encontrá-lo, Mitty precisa ir no helicóptero postal, e o piloto está bêbado cantando uma versão karaoke de "Don't You Want Me" no bar. Mitty se recusa a voar com um piloto bêbado, mas imagina Cheryl cantando para ele "Space Oddity", ganha uma nova confiança, e pula a bordo do helicóptero. Chegando ao navio, Mitty descobre que o helicóptero não pode pousar no navio. Mitty tem mal-entendido pensando que o piloto teve que saltar para o navio, onde havia um barco se aproximando para pegá-lo, mas, em seguida, mergulhou, águas infestadas de tubarões geladas antes que ele possa ser trazido a bordo. Ao fazê-lo, Mitty percebe toda essa aventura que realmente está acontecendo ao contrário de seus devaneios. Os marinheiros lembram de O'Connell, e ainda oferecem o bolo a Mitty que ele deixou para trás, e Mitty descobre mais uma pista no papel de embrulho. Sua jornada continua a Islândia, onde O'Connell foi para fotografar o vulcão Eyjafjallajökull. A erupção impede Mitty de encontrar O'Connell e ele é forçado a interromper a busca depois de receber uma mensagem de texto dizendo-lhe para voltar para Nova York imediatamente.
Por seu fracasso, sua primeira derrota profissional em sua longa carreira com a revista, Mitty é demitido e é ainda mais desanimado ao descobrir que Cheryl, que foi deixar de ir mais cedo, parece ter se reconciliado com seu ex-marido. Mitty volta para casa, completamente desanimado, e joga fora a carteira quando ele visita sua mãe (Shirley MacLaine) e para sua surpresa, ela menciona ter encontrado O'Connell. Ela havia dito antes, mas ao mesmo tempo sonhando ele não conseguiu ouvi-la. Em seguida, ele encontra uma nova pista para continuar a caçar O'Connell. Mitty eventualmente rastreia O'Connell no Himalaia, tentando fotografar um raro leopardo-das-neves, e pergunta sobre o negativo faltando. O'Connell explica que a mensagem sobre a tomada de um olhar mais atento era literal: o negativo estava na carteira. Mitty se junta a ele em um jogo de futebol com alguns moradores . Mitty voa para Los Angeles , mas é preso pela segurança do aeroporto, e chama a única pessoa que ele conhece em Los Angeles; Todd Maher (Patton Oswalt) , um representante da eHarmony que manteve em contato através de suas aventuras.
Mitty retorna para casa e ajuda a sua mãe a vender seu piano, ele menciona que ele não tem mais uma carteira. Sua mãe diz que ela sempre mantém suas habilidades e ela produz a carteira que ele havia jogado fora. Sem olhar para a foto, um Mitty encorajado entrega-lo para a revista Life, diz a administração que era a fotografia que Sean O'Connell queria para a edição final, e repreende Hendricks por desrespeitar a equipe que fez a revista tão honrada.
Walter se reúne com Cheryl quando recebem seus pacotes de indenização e descobre que o ex-marido de Cheryl foi só em sua casa, a fim de reparar o refrigerador. Animado com o rumo dos acontecimentos, Mitty e Cheryl veem a edição final da revista na banca de jornal, com sua capa saudando o pessoal. Revelou-se que a fotografia mostra Mitty sentado em frente ao prédio da Life, segurando uma folha de negativos contra a luz e examinando com uma ocular.

## Elenco
- Ben Stiller como Walter Mitty, um gestor de ativos negativo da Life
- Kristen Wiig como Cheryl Melhoff, o interesse amoroso de Walter e colega de trabalho
- Shirley MacLaine como Edna Mitty, mãe de Walter
- Adam Scott como Ted Hendricks, novo chefe de Walter
- Kathryn Hahn como Odessa Mitty, irmã de Walter
- Sean Penn como Sean O'Connell, um fotojornalista
- Patton Oswalt como Todd Maher, um representante de serviço ao cliente da eHarmony
- Ólafur Darri Ólafsson como piloto da Gronelândia
- Jon Daly como Tim Naughton, um dos colegas de trabalho de Walter
- Terence Bernie Hines como Gary Mannheim, um dos colegas de trabalho de Walter
- Adrian Martinez como Hernando, suplente de Walter e colega de trabalho
- Kai Lennox como Phil Melhoff, ex-marido de Cheryl
- Conan O'Brien como ele mesmo
- Andy Richter como ele mesmo
- Joey Slotnick como um administrador do lar de idosos

## Produção

### Desenvolvimento
Produtor Samuel Goldwyn, Jr., cujo pai produziu a adaptação cinematográfica de 1947, originalmente concebida a ideia de fazer um remake em 1994 com Jim Carrey em mente para o papel-título. Walt Disney Pictures estava entusiasmado para comprar os direitos de remake, mas Goldwyn vez escolheu New Line Cinema, que segurava uma relação positiva de trabalho com Carrey em Dumb and Dumber e The Mask (ambos de 1994). O estúdio comprou os direitos em 1995, com o entendimento de que a The Samuel Goldwyn Company estaria envolvido nas decisões criativas. Babaloo Mandel e Lowell Ganz fizeram o primeiro rascunho do roteiro em julho de 1997. Ron Howard entrou em negociações para dirigir no mesmo mês, bem como cobrir a produção de funções com Brian Grazer e Imagine Entertainment. Howard e Imagine Entertainment finalmente deixaram o projeto em favor de EDtv, e The Secret Life of Walter Mitty definhou no inferno do desenvolvimento ao longo dos desafios do uso de uma história contemporânea.
Em maio de 1999, a New Line contratou o diretor de The Mask Chuck Russell para reescrever o roteiro e servir como substituto de Howard. As filmagens foi marcada para começar no início de 2000, mas foi adiado. Nessa época, Peter Tolan trabalhou em regravações. Em maio de 2001, Goldwyn ajuizou ação contra a New Line sobre violação de fins do contrato. Goldwyn afirmou que o estúdio estendera seu negócio de 1995 até maio de 2001, mas, em seguida, anunciou que queria transferir os direitos do remake para outra empresa e ter Goldwyn entregar sua contribuição criativa. Em novembro de 2002, a New Line foi forçado a reverter os direitos do filme de volta para Goldwyn, que ganhou sua ação e tomou a propriedade a Paramount Pictures. Durante as discussões de pré-produção entre a Paramount ea DreamWorks sobre Lemony Snicket's A Series of Unfortunate Events (que estrelou Carrey), Steven Spielberg, diretor da DreamWorks, reacendeu o interesse em trabalhar com Carrey; a dupla anteriormente haviam considerado Meet the Parents, mas o projeto se desfez. Em maio de 2003, Spielberg concordou em dirigir, e trouxe DreamWorks para co-financiar The Secret Life of Walter Mitty com a Paramount (que iria adquirir DreamWorks em 2006).
Em novembro, Zach Helm foi reescrever o script, mas Spielberg e DreamWorks se desocuparam do filme em abril de 2004 em favor de Guerra dos Mundos e Munique. "O objetivo é voltar para o conto e captar não só o conteúdo, mas o espírito original", o produtor John Goldwyn (filho de Samuel) disse ao The Hollywood Reporter. O roteirista Richard LaGravenese entrou na discussão para escrever um novo script após a saída de Spielberg. Sam Goldwyn, comentou que o roteiro de LaGravenese tinha uma abordagem importante e única em comparação com outros. "Eu sempre senti que, se temos um ótimo roteiro, o filme se desintegra em uma série de gags maravilhosos", explicou Goldwyn. "Os escritores sempre fixado sobre isso. [Richard] trabalhou por 10 meses em vários rascunhos, e ele resolveu". Em março de 2005, a Paramount contratou Mark Waters para dirigir o roteiro de LaGravenese para Walter Mitty, mas Carrey teve que abandonar devido a conflitos de agenda. Ele foi logo substituído por Owen Wilson.
Apesar de não ter um orçamento final, Paramount programou em 12 dezembro de 2005 a data de início, porque a sua opção sobre os direitos de remake era terminar uma semana mais tarde. Eles perderiam os direitos, se não começar a filmar antes de 20 de dezembro. Wilson caiu fora em outubro de 2005 por causa de diferenças criativas. The Hollywood Reporter também especulou que Walter Mitty começou a vacilar após Paramount não conseguir lançar uma liderança feminina para estrelar ao lado de Wilson. Scarlett Johansson tinha supostamente emergido como a principal candidata após o teste de tela com Wilson no início de outubro, mas um acordo não foi assinado com a atriz. Executivos da Paramount Brad Grey e Gail Berman decidiram colocar Walter Mitty em turnaround, que é um acordo na indústria do cinema, segundo o qual os direitos de um projeto desenvolvido por um estúdio são vendidos para outro estúdio em troca de o custo de desenvolvimento, acrescido de juros, em novembro de 2005. Goldwyn conseguiu favorecer a 20th Century Fox, e em maio de 2007, foi anunciado que Mike Myers foi anexado para estrelar no papel-título. Jay Kogen foi contratado para escrever um novo script que seria adaptado especificamente para Myers.
Em abril de 2010, Sacha Baron Cohen foi oferecido e aceito o papel principal. Mais tarde, naquele mês, o escritor de The Pursuit of Happyness Steven Conrad foi contratado para escrever o roteiro, com Gore Verbinski anunciado como diretor em junho de 2010. Uma vez que Verbinski se tornou anexado ao projeto, nenhuma outra atualização foi feita quanto à possibilidade ou não de Cohen no elenco, levando à especulação de Matt Doeys assumir o papel.
Em abril de 2011, foi anunciado que Ben Stiller tinha conseguido o papel principal, mas nenhum diretor foi anexado. O mês de julho seguinte, foi anunciado que Stiller também iria dirigir o filme.

### Pré-produção
Em janeiro de 2012, foi anunciado que Kristen Wiig interpretaria o papel feminino principal, com Shirley MacLaine fazendo a mãe do personagem de Ben Stiller. Isto foi seguido por notícias em fevereiro que Patton Oswalt e Adam Scott se juntaram ao filme. Em abril de 2012, Kathryn Hahn foi escalada como Odessa, a irmã de Mitty, e Josh Charles foi escalado como o ex-marido da personagem de Kristen Wiig. Mais tarde, naquele mês, Sean Penn foi escalado para o que foi descrito como "um papel pequeno, mas fundamental de apoio" como fotojornalista Sean O'Connell.

## Distribuição
Em abril de 2013, cerca de 20 minutos de imagens foi apresentado pela Fox no CinemaCon em Las Vegas seguido por um lançamento do trailer em julho, sendo que ambos começou a despertar especulações de prêmios.
O filme fez sua estreia mundial como a apresentação na  Centerpiece Gala no Festival de Cinema de Nova Iorque em 5 de outubro de 2013. Foi selecionado para servir como também da Centerpiece Gala apresentação no AFI Film Festival 2013.

## Marketing
Twentieth Century Fox contratou o cineasta Casey Neistat para fazer um vídeo promocional baseada no tema "viva os seus sonhos", mas em vez disso Neistat sugeriu usar o orçamento para trazer alívio para as vítimas do desastre das Filipinas na sequência do Tufão Haiyan. A Fox deu-lhe um orçamento de $25.000 que convertidos em comidas e remédios e 10.000 refeições para 35 aldeias, e medicamentos básicos para organizações locais.

## Recepção

### Resposta da crítica
O filme recebeu críticas mistas. Site Rotten Tomatoes dá ao filme uma pontuação de 50% de aprovação com base em opiniões de 177 críticos, com uma média de classificação de 5.9/10. O consenso do site diz: "Ele não falta para a ambição, mas A Vida Secreta de Walter Mitty não consegue fazer backup de seus grandes projetos com substância suficiente para ancorar o espetáculo". Metacritic dá ao filme uma classificação média de 54 / 100 com base em comentários de 39 críticos, indicando "críticas mistas ou médias".

### Prêmios
| Prêmios                  | Prêmios               | Prêmios                                 | Prêmios                         | Prêmios   |
| Prêmio                   | Data da cerimônia     | Categoria                               | Destinatários e nomeados        | Resultado |
| ------------------------ | --------------------- | --------------------------------------- | ------------------------------- | --------- |
| National Board of Review | 4 de dezembro de 2013 | National Board of Review: Top Ten Films | The Secret Life of Walter Mitty | Venceu    |
| Satellite Awards         | 9 de março de 2014    | Melhor Fotografia                       | Stuart Dryburgh                 | Pendente  |
| Satellite Awards         | 9 de março de 2014    | Melhor Trilha Sonora Original           | Theodore Shapiro                | Pendente  |